# Chronologie du bassin minier du Nord-Pas-de-Calais au XIXe siècle
La chronologie du bassin minier du Nord-Pas-de-Calais au XIXe siècle est marquée par la première période de cherté des houilles, liée à la réussite de la Compagnie des mines de Douchy dans les années 1830 et à la révolution industrielle ; ces recherches ont amené un grand nombre de sociétés à se constituer, d'où les découvertes des prolongements du bassin minier du Nord vers le Pas-de-Calais, suite de la révolution industrielle. Cette période des années 1850 et du début des années 1860 a vu un grand nombre de sociétés s'installer, prospérer, et obtenir une concession. Enfin, les années 1870 sont marquées par la deuxième période de cherté des houilles. La fin du siècle voit un grand nombre de fosses creusées, ce qui permet aux compagnies de se développer considérablement.

## Années 1800

### 1800
- 1er janvier : la concession d'Hardinghen est accordée[O 1].
- 10 décembre : la concession d'Hardinghen, accordée le 1er janvier, est confirmée par un arrêté des consuls[O 1],[O 2].

### 1802
- 28 juillet : François-Joseph-Théodore Desandrouin meurt à Hardinghem[GC 1]. La date du 21 juillet 1801 est également avancée[O 3].
- octobre : le fonçage des puits de la fosse Bonne Part par la Compagnie des mines d'Anzin débute à Fresnes-sur-Escaut[A 1].

### 1803
- 29 avril : par jugement du tribunal de Boulogne-sur-Mer, la terre de Fiennes est vendue à Pierre-Paul Jurquet[O 4].

### 1807
- La fosse de la Barrière de la Compagnie des mines d'Anzin à Anzin est abandonnée[A 2].

## Années 1810

### 1810
- 21 avril : une nouvelle loi rend les concessions minières perpétuelles[O 1].
- 15 juin : un jugement du tribunal de Boulogne-sur-Mer adjuge la terre de Fiennes à Pierre Ters, médecin à Paris, moyennant la somme de 560 000 francs, mais bien qu'ayant fait une demande en concession, aucun travail n'a été effectué[O 4].

### 1811
- Pierre-Benoît Desandrouin meurt à Venise[GC 1],[O 5].
- Les mines de Fiennes sont complètement en chômage, les travaux ayant très vite décru à la suite de la vente du 29 avril 1803[O 4].

### 1812
- juin : un procès-verbal officiel d'abandon est dressé, concernant les mines de Fiennes[O 4].

### 1813
- 27 mars : Jean-Léonard-Joseph Mathieu meurt à Valenciennes[GC 2].

## Années 1820

### 1821
- 3 août : Jean-Marie Stanislas Desandrouin meurt à Fresnes-sur-Escaut[GC 3].

### 1824
- le fonçage du puits de la fosse Régie par la Compagnie des mines d'Anzin débute à La Sentinelle[A 3].

### 1825
- juin : Pierre Ters meurt, son unique héritière des terres de Fiennes est sa nièce Marie-Adélaïde Ters, épouse de Charlers-François Rottier, baron de Laborde[O 4].

### 1826
- Le fonçage des puits de la fosse Dutemple par la Compagnie des mines d'Anzin est repris[A 4]. La compagnie ouvre à Denain le puits d'extraction de la fosse Villars et y découvre du charbon, pour la première fois dans cette commune[A 3].

### 1828
- 11 août : le fonçage du puits de la fosse Turenne par la Compagnie des mines d'Anzin débute à Denain[TH 1].

### 1829
- 30 novembre : Jean-Pierre Mathieu meurt à Fresnes-sur-Escaut[GC 4].

## Années 1830

### 1830
- Le fonçage du puits de la fosse Saint-Mark par la Compagnie des mines d'Anzin débute à Escaudain, près des limites avec Abscon[A 5].

### 1835
- La houille est découverte à Ferques, dans le Boulonnais[O 6].
- 22 juin : le fonçage du puits de la fosse Sophie par la Compagnie des mines d'Anzin débute à Hergnies[A 6].

### 1837
- 27 janvier : la concession de Ferques est instituée par ordonnance royale en faveur de MM. Frémicourt père et fils, Parizzot, Richardson et Davidson[O 6].
- 17 mars et 19 avril : la Société de Ferques est créée en société en commandite par actions, au capital de 2 400 000 francs, divisé en actions de cinq mille francs[O 7].
- 10 décembre : après la mort de son mari, Marie-Adélaïde Ters, baronne de Laborde, cède ses droits éventuels à la concession de Fiennes sollicitée par son oncle Pierre Ters aux sieurs Carpentier-Podevin, Brongniart-Bailly et Chartier-Lahure, fondateurs de la Société de Fiennes, moyennant deux rentes de mille cinq cents et de deux mille cinq cents francs, la première payable pendant le temps où l'exploitation aurait lieu dans une étendue de trente-huit hectares soixante-et-onze ares vingt-quatre centiares alors demandée en extension par les propriétaires de la concession d'Hardinghen, l'autre pendant le temps d'exploitation de la future concession de Fiennes[O 4],[O 6].

## Années 1840

### 1840
- 29 décembre : la concession de Fiennes est instaurée par ordonnance royale en faveur de la baronne de Laborde, Marie-Adélaïde Ters, en vertu de l'article 53 de la loi du 21 avril 1810[O 6], sur une étendue superficielle de 431 hectares[O 8].

### 1842
- 5 septembre : la Société de Ferques entre en liquidation[O 9].

### 1843
- le fonçage du puits de la fosse Davy par la Compagnie des mines d'Anzin débute à La Sentinelle[A 7].
- 22 octobre : les liquidateurs de la Société de Ferques adressent au préfet du Pas-de-Calais une déclaration de renonciation à la concession[O 9].

### 1845
- Le sieur Bonvoisin, propriétaire à Leulinghem, découvre de la houille en labourant son champ, et fait ensuite quelques fouilles positives dans les environs[O 9].
- 30 août : le sieur Bonvoisin présente une demande en concession[O 9].
- 7 septembre : la première Société de Fiennes découvre le terrain houiller et la houille à la suite de recherches entreprises non loin de la propriété du sieur Bonvoisin[O 9].
- 15 septembre : la Société de Fiennes sollicite une extension de sa concession d'Hardinghen vers Leulinghen[O 9].
- 17 septembre : le sieur Bonvoisin constitue la Société des mines de Leulinghen[O 9].

### 1847
- Édouard Grar publie le premier tome d'Histoire de la recherche, de la découverte et de l'exploitation de la houille dans le Hainaut français, dans la Flandre française et dans l'Artois, 1716-1791[GA 1].
- 26 juin 1847 : une décision ministérielle maintient la propriété de la concession de Ferques à la société du même nom[O 9].
- La concession de Ferques est revendue à la deuxième Société de Ferques, nouvellement constituée, pour entreprendre des travaux dans la zone découverte deux ans plus tôt par le sieur Bonvoisin[O 9].

### 1848
- Édouard Grar publie le deuxième tome d'Histoire de la recherche, de la découverte et de l'exploitation de la houille dans le Hainaut français, dans la Flandre française et dans l'Artois, 1716-1791[GB 1].
- La deuxième Société de Ferques ouvre le puits de la fosse de Leulinghen, constitué d'une succession de travers-bancs horizontaux et de bures verticaux[O 9].

## Années 1850

### 1850
- Édouard Grar publie le troisième et dernier tome d'Histoire de la recherche, de la découverte et de l'exploitation de la houille dans le Hainaut français, dans la Flandre française et dans l'Artois, 1716-1791[GC 5].

### 1851
- le fonçage du puits de la fosse Élise par la Compagnie des mines d'Anzin débute à Escaudain[A 7].

### 1852
- La deuxième Société de Ferques suspend ses travaux, mais entre en liquidation quatorze ans plus tard[O 9].
- 11 et 12 février : la Compagnie des mines de Lens est fondée[C 1].

### 1853
- le fonçage du puits no 1 de la fosse Enclos par la Compagnie des mines d'Anzin débute à Denain[A 8].
- 15 janvier : un décret accorde une concession de 6 031 hectares à la Compagnie des mines de Lens[C 1].

### 1854
- le fonçage des puits nos 1 et 2 de la fosse d'Hérin par la Compagnie des mines d'Anzin débute à Hérin, ainsi que les deux puits de la fosse de Rœulx à Escaudain, et du puits no 1 de la fosse Vieux-Condé à Vieux-Condé[A 8],[A 9],[A 10].
- 27 août : un décret accorde à la Compagnie des mines de Lens une extension de 157 hectares, portant la surface de sa concession à 6 188 hectares[C 2].

### 1856
- le fonçage des puits de la fosse Thiers par la Compagnie des mines d'Anzin débute à Saint-Saulve, près des limites avec Bruay-sur-l'Escaut, ainsi que le puits de la fosse Casimir-Perier à Somain[A 9],[A 10].

### 1859
- 1er janvier : la Société d'Aix est fondée à Béthune[D 1].

## Années 1860

### 1862
- 15 septembre : un décret accorde à la Compagnie des mines de Lens une extension de 51 hectares, portant la surface de sa concession à 6 239 hectares[C 2].

### 1866
- Le fonçage des puits de la fosse d'Haveluy par la Compagnie des mines d'Anzin débute à Haveluy[A 11].
- La deuxième Société de Ferques entre en liquidation[O 9].

## Années 1870

### 1870
- La première Société de Fiennes est mise en liquidation[O 7].

### 1873
- 5 juin : le fonçage des trois puits de la fosse Chabaud-Latour par la Compagnie des mines d'Anzin débute à Condé-sur-l'Escaut[A 11].

### 1874
- 21 janvier : un arrêté du ministre des Travaux publics déchoit la deuxième Société de Ferques de sa concession[O 10].

### 1875
- 9 janvier : la concession de Ferques est mise en vente publique, et adjugée moyennant le prix de deux cent mille francs à MM. Constantin Descat, propriétaire à Roubaix, et Charles Deblon, propriétaire à Lille[O 10].
- 23 février : la concession de Fiennes est vendue par adjudication publique, et acquise moyennant le prix de cent mille francs par un groupe[O 7].
- 5 mars : un décret autorise la Compagnie des mines de Lens à réunir la concession de Douvrin de 700 hectares à la sienne, portant la surface de sa concession à 6 939 hectares[C 3].
- 24 octobre : le groupe qui s'était porté acquéreur de la concession de Fiennes se constitue définitivement sous le nom de société civile des houillères de Fiennes[O 7].

### 1877
- 24 juillet : la société civile des houillères de Fiennes est transformée en société anonyme et mise au capital de 1 525 000 francs, divisé en actions de cinq cents francs[O 7].

### 1878
- la fosse du Chauffour de la Compagnie des mines d'Anzin à Anzin[note 1] cesse définitivement d'extraire, mais est conservée pour l'aérage jusqu'en 1884[A 4].

### 1879
- 22 avril : la Société de Fiennes est dissoute, ayant déjà épuisé toutes ses ressources depuis l'année passée[O 7].
- 12 août : la concession de la Société de Fiennes, dissoute le 22 avril, est vendue à Charles Lalou, ainsi que le sondage de Witerthun, pour 53 000 francs, par acte passé devant M. Bauduin, notaire à Paris. Depuis cette époque, la concession est restée en chômage[O 7].

## Années 1880

### 1885
- 16 décembre : la concession d'Hardinghen est vendue 320 100 francs à Louis Bellart père, banquier à Calais, ancien président du Conseil d'administration de la Compagnie des charbonnages de Réty, Ferques et Hardinghen[O 11].

### 1886
- 2 février : Louis Bellart père est obligé de suspendre ses payements, et la fosse est abandonnée[O 11].
- 15 avril : les acquéreurs de la concession de Ferques onze ans plus tôt ont fait une demande d'extension de leur concession vers le sud, en concurrence avec la demande de la Compagnie des charbonnages de Réty, Ferques et Hardinghen, mais celle-ci leur est refusée par décret. Qui plus est, ils n'ont pas été capable de constituer une société d'exploitation[O 10].
- Juillet : le fonçage du puits no 1 de la fosse La Grange par la Compagnie des mines d'Anzin débute à Raismes[A 12].

### 1888
- 22 août : Ludovic Breton, ingénieur civil des Mines, à Calais, achète la concession d'Hardinghen pour le prix de 17 100 francs, y compris le chemin de fer aboutissant en gare de Caffiers, mais non les maisons ouvrières[O 11].

## Années 1890

### 1893
- Le fonçage des deux puits de la fosse Blignières par la Compagnie des mines d'Anzin débute à Wavrechain-sous-Denain[A 13].
- Juillet : le fonçage des deux puits de la fosse Cuvinot par la Compagnie des mines d'Anzin débute à Onnaing[A 13].

### 1894
- 23 juillet : les acquéreurs de la concession de Ferques en 1875 sont déchus de leur concession par arrêté ministériel[O 10].

### 1895
- 23 mars : la concession de Ferques, dont ont été déchus les précédents propriétaires le 23 juillet 1894, est adjugée à la Société de Calais-Boulogne pour la somme de 2 055 francs[O 10].
- 20 avril : l'adjudication de la concession de Ferques à la Société de Calais-Boulogne le 23 mars est approuvée par décision ministérielle[O 10].

### 1898
- 16 février : la Société de Calais-Boulogne, en liquidation, vend la concession de Ferques à M. A. Tellier, propriétaire à Louvroil, pour le prix de deux cent mille francs[O 10].
- 21 septembre : M. A. Tellier constitue la Société anonyme des mines de houille de Ferques[O 10].
- 31 décembre : la Compagnie des mines d'Anzin a produit 3 168 907 tonnes, soit quasiment un dixième de la production française[A 13].